# Hrafnabjörg

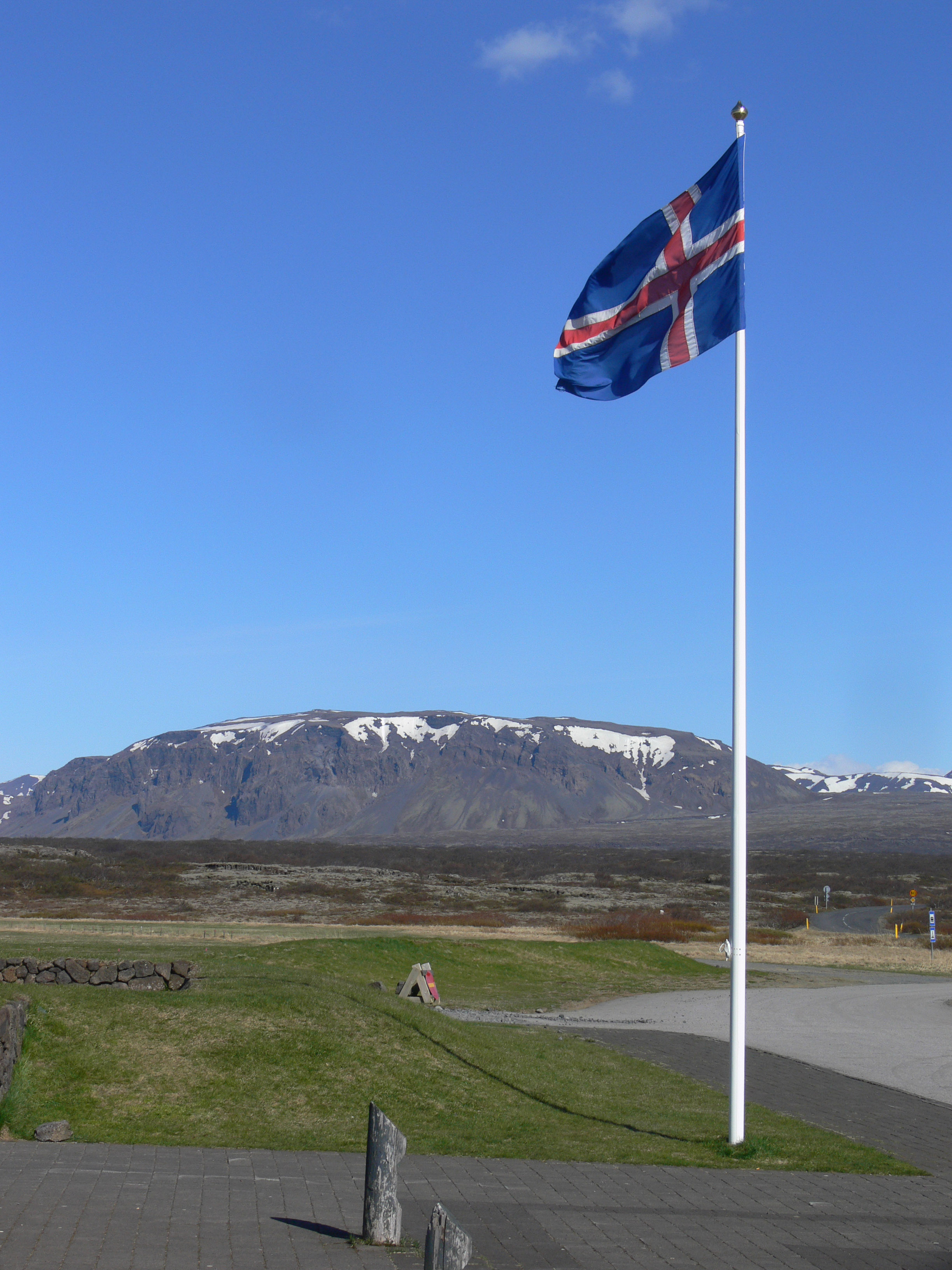
Hrafnabjörg von Þingvellir aus gesehen

Der Vulkan Hrafnabjörg liegt in Island. Er befindet sich im Südwesten der Insel nordöstlich des Sees Þingvallavatn.

## Geologie und Ausbruchsserien
Hrafnabjörg ist ein 763 Meter hoher Tafelvulkan aus der Eiszeit. Sein Volumen wird von Eason et al. (2015) auf 1,5 km3 geschätzt.
Gleichzeitig handelt es sich möglicherweise um den Zentralvulkan eines eigenen Vulkansystems.
Zu diesem zählt etwa der auf der anderen Seite des Þingvellir-Grabens gelegene Tafelvulkan Ármannsfell.
Direkt nach dem Ende der Eiszeit geschahen in diesem System zahlreiche Ausbrüche. Teilweise handelt es sich um Ausbrüche entlang vulkanischer Spalten östlich des Zentralvulkans. Die von ihnen produzierten Pahoehoe-Laven füllen weite Teile des Grabens von Þingvellir und man kann sie gut in der Schlucht Almannagjá sehen. Die Laven haben eine Mächtigkeit von etwa 30 km³ und man kann annehmen, dass sie sich in Jahrzehnte langen Ausbruchsserien gebildet haben.
Die jüngste Lava aus dem Hrafnabjörg-System ist etwa 5.000 bis 6.000 Jahre alt und heißt Þjófahraun. Das Lavafeld erstreckt sich beim Berg Arnarfell bis zum See Þingvallavatn.

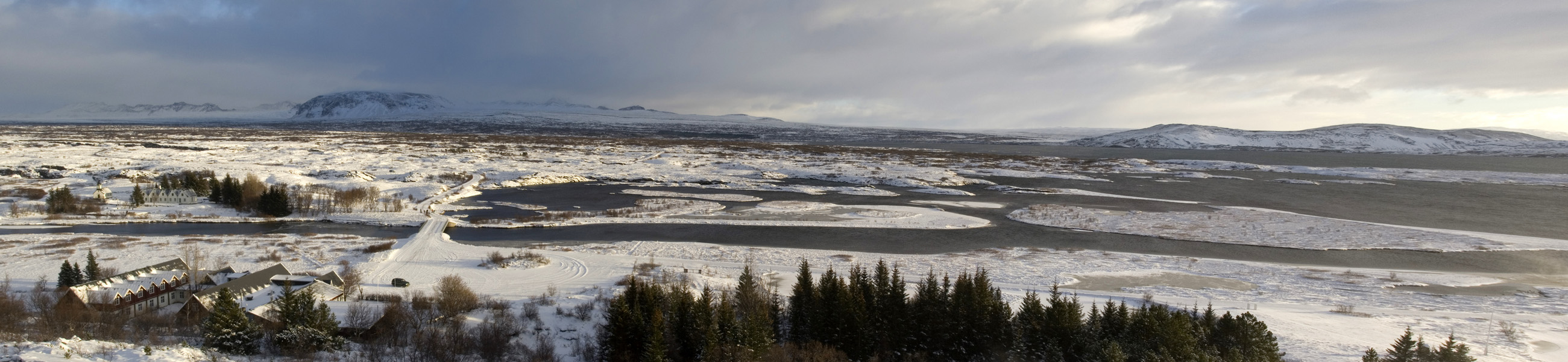
Winterlichees Panorama von Þingvellir mit Hrafnabjörg und Arnarfell

## Schildvulkan Skjaldbreiður
Vor etwa 9000 Jahren bildete sich auch der zum System gehörige Schildvulkan Skjaldbreiður.

## Einfluss auf den See Þingvallavatn
Eine Eruptionsserie aus der Kraterreihe Eldborgir etwa zur selben Zeit produzierte Lava, die den Charakter des Sees Þingvallavatn entscheidend veränderte, sowohl was seine Abmessungen als auch was seine Flora und Fauna anlangt. Sie blockierte den direkten Zufluss von Wasser durch Gletscherflüsse aus dem Norden ab und verringerte die Oberfläche des damaligen Sees um 50 Prozent. Seither gelangt das Wasser aus dem Gletscher Langjökull immer noch in den See, wird aber durch die poröse Lava gefiltert und mit Mineralien angereichert, die ihrerseits die besondere Flora und Fauna im See bewirken. Außerdem erreichte durch den langsamen ständigen Zufluss und die Lage auf dem Grund des Grabens der See langsam seine heutige Größe.

## Wanderung auf die Hrafnabjörg
Eine relativ leichte Wanderung führt auf das Gipfelplateau des Tafelberges. Man fährt dabei von der (alten) Verbindungsstraße Gjábakkavegur (der Straße zwischen Laugarvatn und Þingvellir) auf einer Jeeppiste Richtung Nordosten bis zum Steinmann Bragabot. Von dort aus kann man hinaufsteigen oder auch erst einen Rundweg durch die Laven machen, vorbei am Palagonitberg Þjófahnúkur.